# Erna Pomérantseva
Erna Wassiljewna Pomeranzewa (russo: Эрна Васильевна Померанцева, nascida Erna Hofman; 19 de abril de 1899 Moscou - 11 de agosto de 1980) foi uma folclorista, etnógrafa e professora universitária russa.
Ela estudou na Universidade Estadual de Moscovo com Pyotr Grigoryevich Bogatyrev. De 1935 a 1960, ela lecionou na Universidade Estadual de Moscovo. Uma das suas alunas foi Nina Iwanowna Sawuschkina.

## Obras
- Russische Volksmärchen Berlin: Akad. -Verl., 1974.